# Alnus viridis
El aliso verde (Alnus viridis) es un aliso con un amplio rango a través de las regiones más frescas del hemisferio norte.

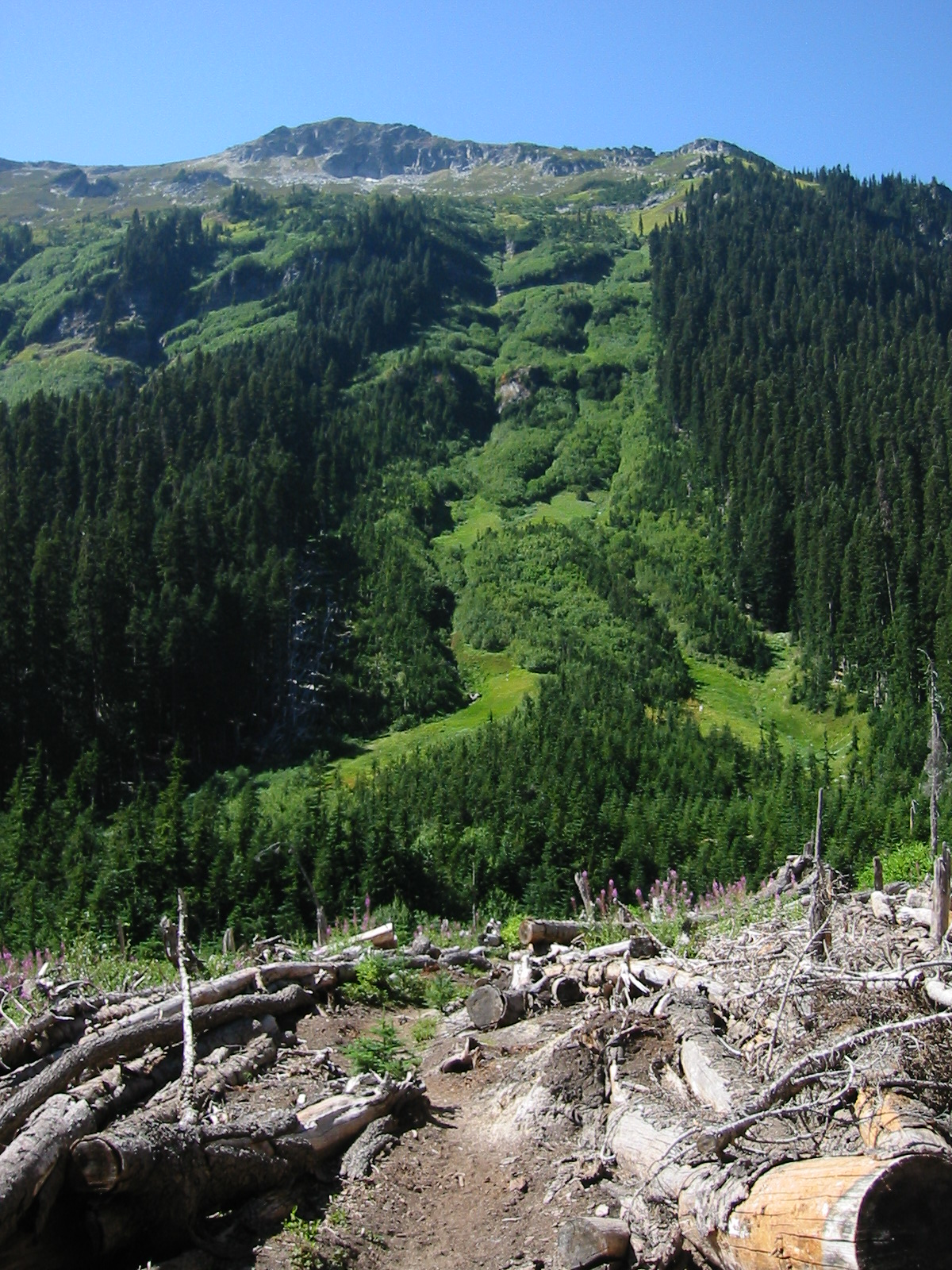
Un área de "caída en avalancha" es típico hábitat del aliso verde.

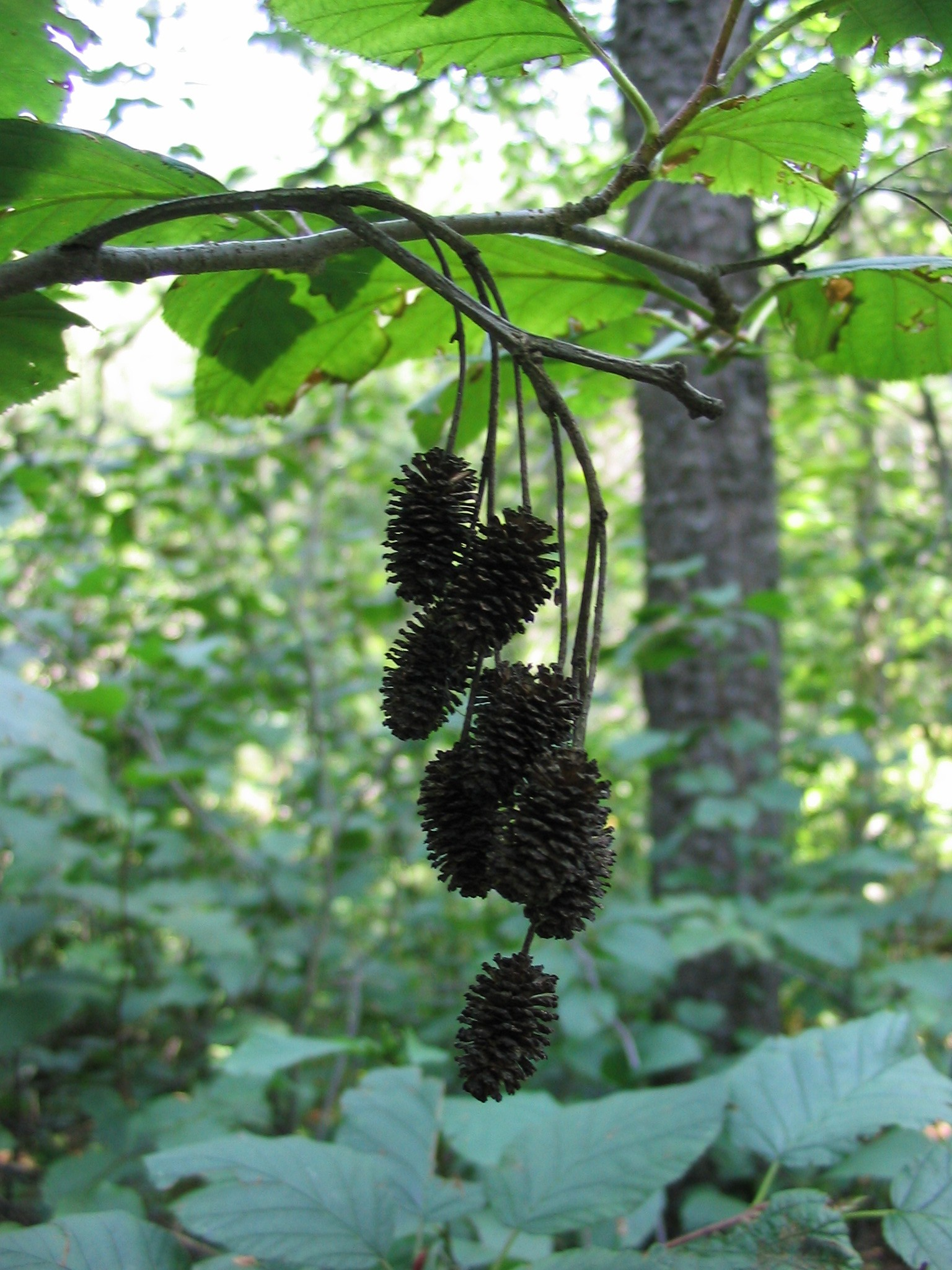
Conos

## Descripción
Es un arbusto grande o pequeño árbol de 3-12 m de altura con corteza lisa grisácea incluso en ejemplares de longeva edad. Hojas verde brillantes, ovoides, de 3-8 cm de longitud y 2-6 cm de ancho. Flores en amentos, apareciendo tarde en primavera después que las hojas emergen (a diferencia de otros alisos donde las flores anteceden a las hojas); los amentos masculinos son pendulosos, de 4-8 cm de largo, los amentos femeninos de 1 cm de longitud y 7 mm de ancho, al madurar a fines del otoño, en grupos de 3-10 en una rama central. Semillas pequeñas, 1-2 mm de long., pardo claro con una delgada ala circular. El sistema radicular es somero.
Es demandante de luz; arbusto de rápido crecimiento en suelos pobres. En muchas áreas, es altamente colonizador de avalanchas de laderas de montañas, donde sus potenciales competidores han sido destrozados y muertos por tal daño de avalancha. Este aliso sobrevive al siniestro a través de su habilidad de recrecer por las raíces y tocones rotos. Al contrario de algunas otras spp. de alisos, no requiere de suelo húmedo, colonizando exitosamente laderas deforestadas, rocosas. Crece también en costas de ríos subárticos, particularmente del norte de Siberia, Alaska, Canadá, ocupando áreas similarmente degradadas por erosión del hielo durante primavera; en este hábitat comúnmente participa mezclado con sauces arbustivos.

### Usos
Se lo usa en forestación de suelos infértiles, que los enriquece por medio de su fijación de nitrógeno por nódulos simbióticos bacteriales.

## Taxonomía
Alnus viridis fue descrita por (Chaix) DC. y publicado en Flore Française. Troisième Édition 3(3): 304. 1805.
Etimología
Alnus: nombre genérico del latín clásico para este género.
viridis: epíteto latíno que significa "de color verde"
Variedades
Hay cuatro a seis subespecies, algunas tratadas como spp. separadas por ciertos autores:
- Alnus viridis subesp. viridis. Europa Central.
- Alnus viridis subesp. suaveolens. Córcega (endémica).
- Alnus viridis subesp. fruticosa. Noreste de Europa, norte de Asia, noroeste de Norteamérica.
- Alnus viridis subesp. maximowiczii (A. maximowiczii). Japón.
- Alnus viridis subesp. crispa (A. crispa, aliso de montaña). Noreste de Norteamérica, Groenlandia.
- Alnus viridis subesp. sinuata (A. sinuata, aliso de Sitka). Oeste de Norteamérica, lejano noreste de Siberia.

Sinonimia
- Alnaster viridis (Chaix) Spach
- Betula viridis Chaix
- Duschekia viridis (Chaix) Opiz
- Semidopsis viridis (Chaix) Zumagl.[4][5][6]